# Leotychidas II van Sparta
Leotychidas II  (Oudgrieks: Λεωτυχίδας ο Λακεδαιμόνιος) was koning van Sparta van 491 tot 476 v.Chr., uit het huis van de Eurypontiden. 
Hij behoorde tot een zijtak van het huis der Eurypontiden. Gesteund door Cleomenes I volgde hij de onttroonde en verbannen Demaratus op. In een oorlog tussen Athene en het (perzischgezinde!) eilandje Egina regelde hij een bestand tussen beide oorlogvoerende partijen, en hij kreeg de Egineten daarbij zo ver dat zij de Atheense krijgsgevangenen uitleverden.
Als opperbevelhebber van de geallieerde vloot moedigde hij in 479 de opstand van Chios en Samos tegen de Perzische bezetters aan, maar hij verwierf vooral bekendheid als overwinnaar van de zeeslag bij Mycale tegen de restanten van de Perzische vloot die het jaar daarvoor bij Salamis de nederlaag hadden geleden en daar aan de vernietiging waren ontsnapt.
Twee jaar later leidde hij opnieuw een gemeenschappelijke Griekse strijdmacht tijdens een strafexpeditie met als doel af te rekenen met Thessalische aristocraten die van collaboratie met de Perzen waren beschuldigd. Tijdens deze campagne veroverde hij de Thessalische steden Pagasae en (vermoedelijk) Pherae, maar een poging om ook Larisa in te nemen mislukte.
In Sparta moest hij terechtstaan (in 476?) op aanklacht van omkoperij, maar hij wist aan een veroordeling te ontsnappen door uit te wijken naar Tegea.
Leotychidas II wordt weleens verward met een veel oudere naamgenoot, Leotychidas I.